# Ђоцај
Ђоцај (алб. Gjocaj) је насељено место у општини Дечани, на Косову и Метохији. Према попису становништва из 2011. у насељу је живео 31 становник.

## Положај
На основу члана 16. Закона о територијалној организацији Републике Србије, насељено место Ђоцај припада општини Дечани. Међутим, од октобра 2008. насеље улази у састав општине Јуник, која је формирана од стране привремених органа самоуправе тзв. „Републике Косово“.

## Становништво
Према попису из 2011. године, Ђоцај има следећи етнички састав становништва:
| Националност | 2011.        |
| Албанци      | 31 (100,00%) |
| Укупно       | 31           |

| Демографија | Демографија | Демографија |
| Година      | Становника  | Становника  |
| ----------- | ----------- | ----------- |
| 1948.       | 210         |             |
| 1953.       | 180         |             |
| 1961.       | 138         |             |
| 1971.       | 161         |             |
| 1981.       | 215         |             |
| 1991.       | 306         |             |
| 2011.       | 31          |             |